# 연주자
연주자(演奏者)는 악기를 연주하여 음악 표현을 하는 사람 또는 직업을 의미한다. 예술 작품인 음악을 창조하는 작곡가 및 그것을 즐기는 청중에게 눈에 보이지 않는 예술 작품으로 곡을 연주하여, 작곡가와 청중 사이를 매개하는 역할을 담당한다.

## 같이 보기
- 악기